# CIV (band)
CIV is een voormalige (1994-2000) hardcorepunkband uit New York.
De band is genoemd naar zanger Anthony Civarelli. Civ en Arthur maakten in het verleden deel uit van de band Gorilla Biscuits.  Drummer Sammy Siegler speelde in meerdere hardcore bands als Youth of Today en Judge. 
De band treedt af en toe nog op, zoals in 2011 op het Belgische festival Groezrock.

## Bezetting
- Civ (Anthony Civarelli) - zang
- Charlie (Charlie Garriga) - gitaar
- Arthur (Arthur Smilios) - basgitaar
- Sammy (Sammy Siegler) - drums

## Discografie (albums)
- 1995 Set Your Goals lp/cd (album) - Revelation Records[2]
- 1998 Thirteen Day Getaway lp/cd (album) - Atlantic Records
- 2009 Solid Bond: The Complete Discography cd (verzamelalbum) - Equal Vision Records